# جنوب شرق آسيا
جنوب شرق آسيا هي المنطقة الفرعية الجنوبية الشرقية من آسيا، وتتألف من المناطق التي تقع جنوب الصين، وشرق شبه القارة الهندية، وشمال غرب أستراليا. المنطقة هي الجزء الوحيد من آسيا الذي يقع جزئيًا داخل نصف الكرة الجنوبي، على الرغم من أن معظمها يقع في نصف الكرة الشمالي. في التعريف المعاصر، يتكون جنوب شرق آسيا من منطقتين جغرافيتين:
1. جنوب شرق آسيا البري، والتي تعرف أيضا باسم شبه الجزيرة الهندوصينية، التي تضم كمبوديا، لاوس، ميانمار، شبه الجزيرة الماليزية، تايلاند، وفيتنام.
2. جنوب شرق آسيا البحري، المعروف أيضًا باسم أرخبيل الملايو، وتضم جزر أندمان ونيكوبار(الهند)، وبروناي، وبورنيو الماليزية، وتيمور الشرقية، وإندونيسيا (باستثناء غينيا الجديدة الغربية، والتي تعتبر جزءًا من أوقيانوسيا) الفلبين وسنغافورة وبالاو.[4]

وتقع المنطقة بالقرب من تقاطع الصفائح الجيولوجية، الذي يسبب نشاط الزلزال والبراكين. وتعتبر لوحة سوندا اللوحة الرئيسية في المنطقة، وتضم تقريبا جميع البلدان جنوب شرق آسيا باستثناء ميانمار، شمال تايلاند، شمال لاوس، شمال فيتنام، وشمال لوزون في الفلبين. وتعد سلاسل الجبال الموجودة في ميانمار وتايلاند وشبه الجزيرة الماليزية جزءًا من حزام ألبي، بينما تعد جزر الفلبين جزءًا من حزام النار. ويلتقي كلا الحزامين الزلزاليين في إندونيسيا، مما يتسبب في حدوث الزلازل وثورات البراكين.
وتغطي جنوب شرق آسيا حوالي 4.5 مليون كيلومتر مربع (1.7 مليون ميل مربع)، أي 10.5٪ من آسيا أو 3٪ من إجمالي مساحة اليابسة على الأرض. ويبلغ مجموع سكانها أكثر من 655 مليون نسمة، أي حوالي 8.5٪ من سكان العالم. وهي ثالث أكبر منطقة جغرافية من حيث عدد السكان في آسيا بعد جنوب آسيا وشرق آسيا. ويعيش أكثر من سدسهم في جزيرة جاوة بإندونيسيا التي تعتبر الجزيرة الأكثر اكتظاظاً بالسكان في العالم.

والمنطقة متنوعة ثقافيًا وعرقيًا، مع مئات اللغات التي تتحدث بها المجموعات العرقية المختلفة. وعشر دول منها أعضاء في الآسيان، وهي منظمة إقليمية تأسست من أجل التكامل الاقتصادي والسياسي والعسكري والتعليمي والثقافي بين أعضائها.

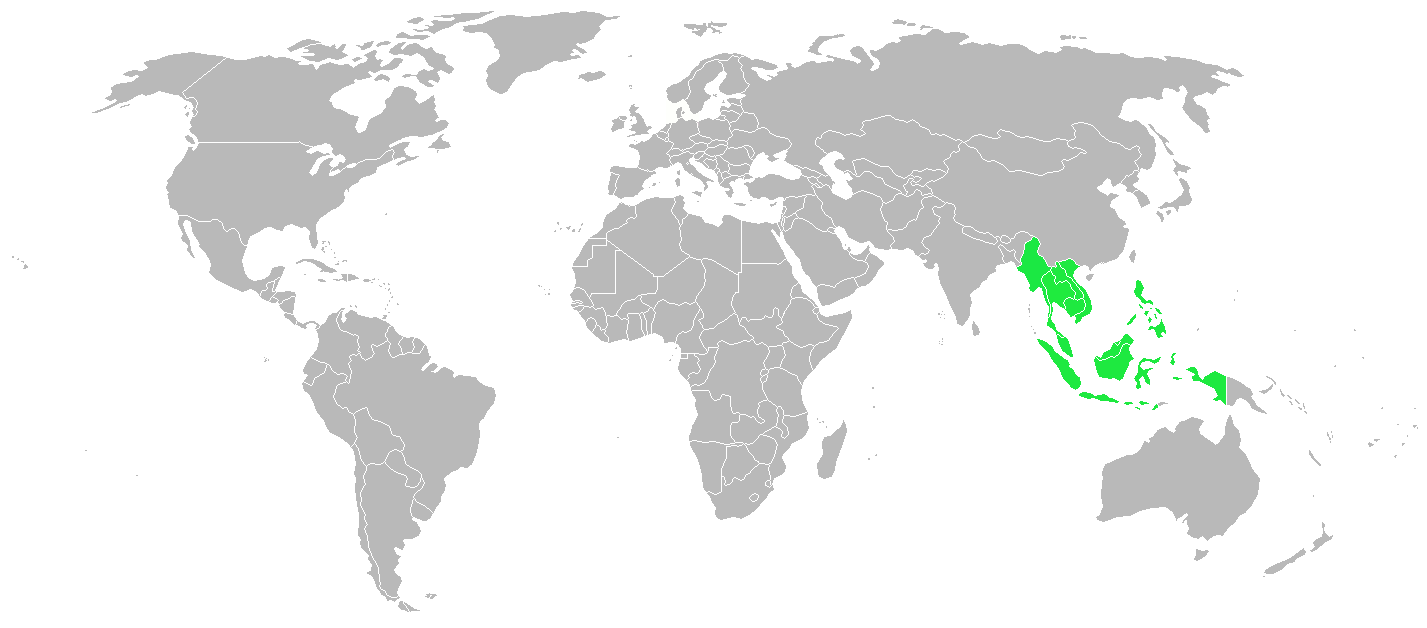
جنوب شرق آسيا

## التعريف
كانت المنطقة، إلى جانب جزء من جنوب آسيا، معروفة عند الأوروبيين باسم جزر الهند الشرقية حتى القرن العشرين. أشارت المصادر الصينية إلى المنطقة باسم "南洋" (نانيانغ)، والتي تعني حرفياً «المحيط الجنوبي». وتمت الإشارة إلى البر الرئيسي باسم الهند الصينية من قبل الجغرافيين الأوروبيين نظرًا لموقعه بين الصين وشبه القارة الهندية والتأثيرات الثقافية على المنطقة. وفي القرن العشرين، أصبح المصطلح مقصورًا على أراضي الهند الصينية الفرنسية السابقة (كمبوديا ولاوس وفيتنام). يُعرف القسم البحري لجنوب شرق آسيا أيضًا باسم أرخبيل الملايو.
استخدم مصطلح «جنوب شرق آسيا» لأول مرة في عام 1839 من قبل القس الأمريكي هوارد مالكولم في كتابه «رحلات في جنوب شرق آسيا». وشمل مالكولم قسم البر الرئيسي فقط واستبعد القسم البحري في تعريفه لجنوب شرق آسيا. وتم استخدام المصطلح رسميًا في خضم الحرب العالمية الثانية من قبل الحلفاء، من خلال تشكيل قيادة جنوب شرق آسيا (SEAC) في عام 1943. وشاع استخدام المصطلح «جنوب شرق آسيا»، ولكنه استبعد الفلبين وجزء كبير من إندونيسيا. وبحلول أواخر السبعينيات، ظهر استخدام قياسي تقريبًا لمصطلح «جنوب شرق آسيا» والأراضي التي يشملها.
تعتبر جزر أندمان ونيكوبار جغرافيًا جزءًا من بحر جنوب شرق آسيا. وتعتبر سريلانكا في بعض الأوقات جزءًا من جنوب شرق آسيا بسبب روابطها الثقافية مع البر الرئيسي لجنوب شرق آسيا. وبابوا غينيا الجديدة، وشملت في بعض الأحيان،بالاو، غوام، وجزر ماريانا الشمالية، والتي كانت جميعها جزءًا من جزر الهند الشرقية الإسبانية وتشتارك روابط ثقافية ولغوية قوية بالمنطقة، وتحديداً الفلبين.

## التاريخ

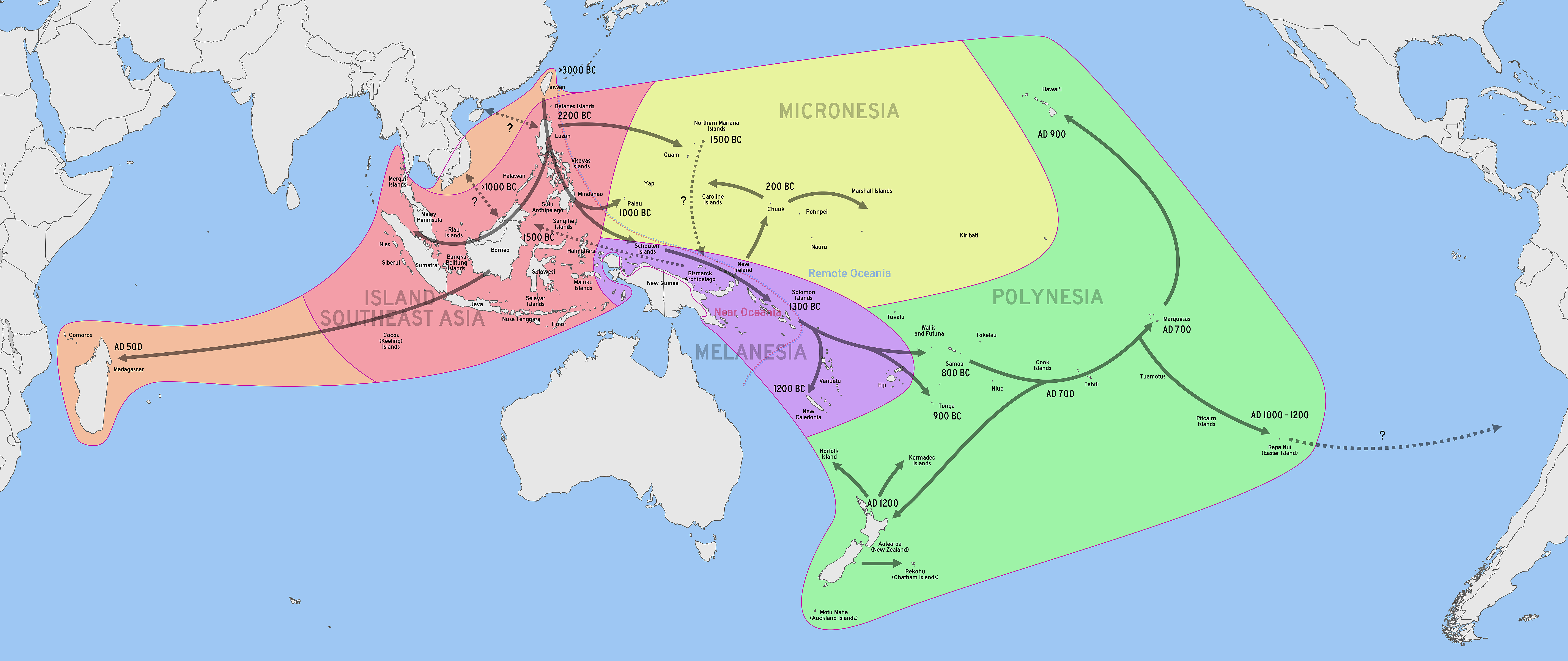
هجرات الشعوب الأسترونزية

### عصور ما قبل التاريخ
في أواخر العصر الحجري الحديث، هاجرت الشعوب الأسترونيزية، التي تشكل غالبية السكان المعاصرين في بروناي وإندونيسيا وتيمور الشرقية وماليزيا والفلبين، إلى جنوب شرق آسيا من تايوان في أول هجرة بشرية محمولة بحراً تُعرف باسم التوسع الأسترونيزي. فوصلوا إلى شمال الفلبين في 2200 قبل الميلاد، ثم إلى جزر ماريانا الشمالية وبورنيو في 1500 قبل الميلاد؛ ثم إلى جزر ميلانيزيا بحلول عام 1300 قبل الميلاد؛ ثم إلى بقية اندونيسيا، وماليزيا، وجنوب فيتنام، وبالاو بحلول عام 1000 قبل الميلاد. وغالبا ما استقرو على طول المناطق الساحلية، ثم كونوا شعوب أستراليود مثل أورانغ أسلي في شبه الجزيرة الماليزية، والنيغريتو في الفلبين، وبابوا غينيا الجديدة.
كان معظم سكان جنوب شرق آسيا في الأصل من الروحانيين، ومنخرطون في عبادة الأجداد والطبيعة والأرواح. ثم تم استبدالها في وقت لاحق بالهندوسية والبوذية بعد أن أصبح لدى المنطقة، وخاصة المناطق الساحلية، اتصالات مع شبه القارة الهندية خلال القرن الأول. فجلب التجار الهنود الهندوسية إلى المنطقة. وتحول الحكام المحليون إلى الهندوسية أو البوذية واعتمدوا التقاليد الدينية الهندية لتعزيز شرعيتهم ورفع مكانة الطقوس فوق نظرائهم الرئيسيين وتسهيل التجارة مع دول جنوب آسيا.
وكانت الشيفية هي التقاليد الدينية السائدة في العديد من الممالك الهندية خلال القرن الأول. فادى ذلك لانتشارها في جنوب شرق آسيا عبر خليج البنغال، فانتشرت في الهند الصينية، ثم في أرخبيل الملايو، مما أدى إلى وجود الآلاف من المعابد في جزر إندونيسيا وكمبوديا وفيتنام.
ثم دخلت التيرافادا البوذية المنطقة خلال القرن الثالث، عبر طرق التجارة البحرية بين المنطقة وسريلانكا. وأسست البوذية وجودًا قويًا في المنطقة في القرن الخامس. ولاتزال التيرافادا الفرع المهيمن للبوذية، في البر الرئيسي.

Hinduism expansion in Asia, from its heartland in Indian Subcontinent, to the rest of Asia, especially Southeast Asia, started circa 1st century marked with the establishment of early Hindu settlements and polities in Southeast Asia.

### الممالك الهندية والبوذية

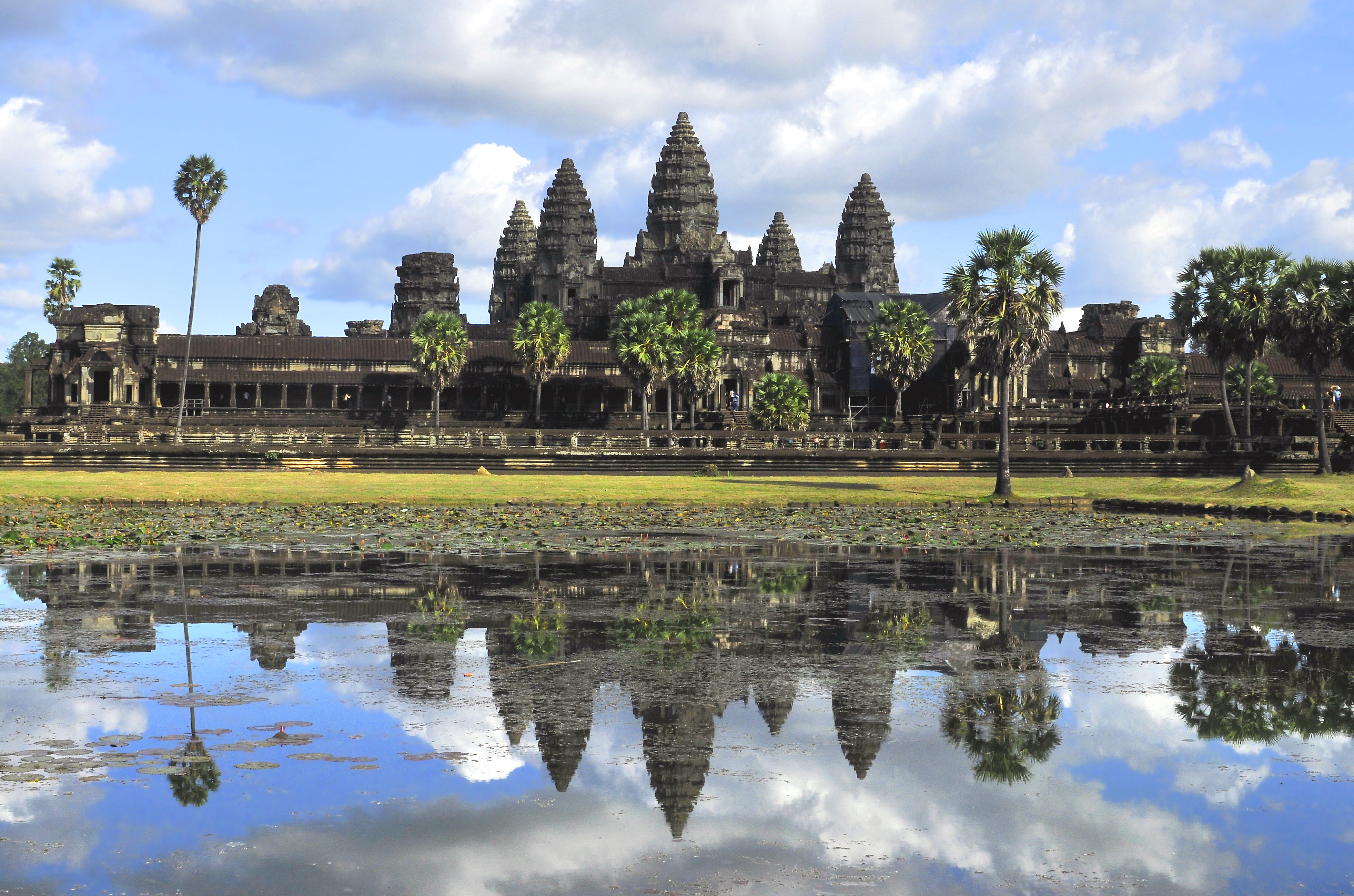
أنغكور وات في سييم ريب، كمبوديا هو أشهر معالم الدولة الخميرية

بعد أن دخلت المنطقة في اتصالات مع شبه القارة الهندية حوالي 400 قبل الميلاد، بدأت عملية تدريجية للهندنة حيث تم جلب الأفكار الهندية مثل الأديان والثقافات والمعمار والإدارات السياسية من قبل التجار والشخصيات الدينية وتبنيه الحكام المحليون. وكانت أول الأنظمة السياسية المتأثرة بالهنود والتي تأسست في المنطقة هي دول مدينة بيو التي كانت موجودة حوالي القرن الثاني قبل الميلاد، وتقع في ميانمار الداخلية. وكانت بمثابة مركز تجاري بري بين الهند والصين. وكانت التيرافادا البوذية هي الديانة السائدة في هذه الدولة. وفي القرن الأول، تمركزت ولايات فونان في دلتا ميكونغ، وشملت كمبوديا الحديثة وجنوب فيتنام ولاوس وشرق تايلاند. وأصبحت القوة التجارية المهيمنة في البر الرئيسي لجنوب شرق آسيا لحوالي خمسة قرون، ووفرت ممرًا للسلع الهندية والصينية وتولت السلطة على تدفق التجارة عبر جنوب شرق آسيا. وفي جنوب شرق آسيا البحري، كانت أول مملكة هندية مسجلة هي سالاكاناجارا، التي تأسست في جاوة الغربية حوالي القرن الثاني الميلادي. وعرف اليونانيون هذه المملكة الهندوسية باسم (Argyre) والتي تعني أرض الفضة.
بحلول القرن الخامس الميلادي، تركزت الشبكات التجارية بين الشرق والغرب في الطريق البحري. فبدأ التجار باستخدام طرق جديدة مثل مضيق ملقا ومضيق سوندا نتيجة لتطور من البحرية جنوب شرق آسيا. أدى هذا التغيير في تراجع فونان، في حين ظهرت القوى البحرية الجديدة مثل سريفيجايا، تاروماناغارا، ومملكة ماتارام. وأصبح لسريفيجايا خاصة القوة البحرية المهيمنة لأكثر من 5 قرون، والسيطرة على كل من مضيق ملقا ومضيق سوندا. ثم بدأت هذه الهيمنة بالانخفاض عندما تم غزو سريفيجايا من قبل إمبراطورية تشولا، في عام 1025. ومع تراجع تأثير سريفيجايا في المنطقة، شهدت إمبراطورية الخمير الهندوسية عصرًا ذهبيًا خلال الفترة بين القرنين الحادي عشر والثالث عشر.
وخلال القرن الثالث عشر الميلادي، شهدت المنطقة غزوات مغولية في الساحل الفيتنامي وبورما الداخلية وجاوة. في أعوام 1258 و1285 و1287، وقام المغول بغزو مملكة باغان في بورما من 1277 إلى 1287، مما أدى إلى تفتيت المملكة وظهور دول شان الأصغر. وفي عام 1297، ظهرت مملكة مينساينج وأصبحت حاكمة لوسط بورما وتحدت حكم المغول. وأدى ذلك إلى الغزو المغولي الثاني لبورما في عام 1300، والذي صدته مينساينج. ثم انسحب المغول من بورما في عام 1303.
بعد رحيل المغول، أسس ويجايا إمبراطورية ماجاباهيت في جاوة الشرقية عام 1293. وسرعان ما نمت ماجاباهيت لتصبح قوة إقليمية.و كان أعظم حاكم لها هو هايام وروك، الذي كان عهده من 1350 إلى 1389 والذي كان يمثل ذروة الإمبراطورية عندما أصبحت الممالك الأخرى في شبه جزيرة الملايو، بورنيو، سومطرة، وبالي تحت تأثيرها. وذكرت مصادر مختلفة أن نفوذها امتد على أجزاء من سولاويزي، مالوكو، وبعض المناطق في غرب غينيا الجديدة وجنوب الفلبين، مما يجعلها واحدة من أكبر الإمبراطوريات الموجودة في تاريخ جنوب شرق آسيا. بحلول القرن الخامس عشر، بدأ تأثير ماجاباهيت إلى الزوال بسبب الحروب مع الممالك الأخرى وصعود الإسلام. ثم انهار ماجاباهيت حوالي عام 1500. وكانت آخر مملكة هندوسية رئيسية وآخر قوة إقليمية في المنطقة قبل وصول الأوروبيين.

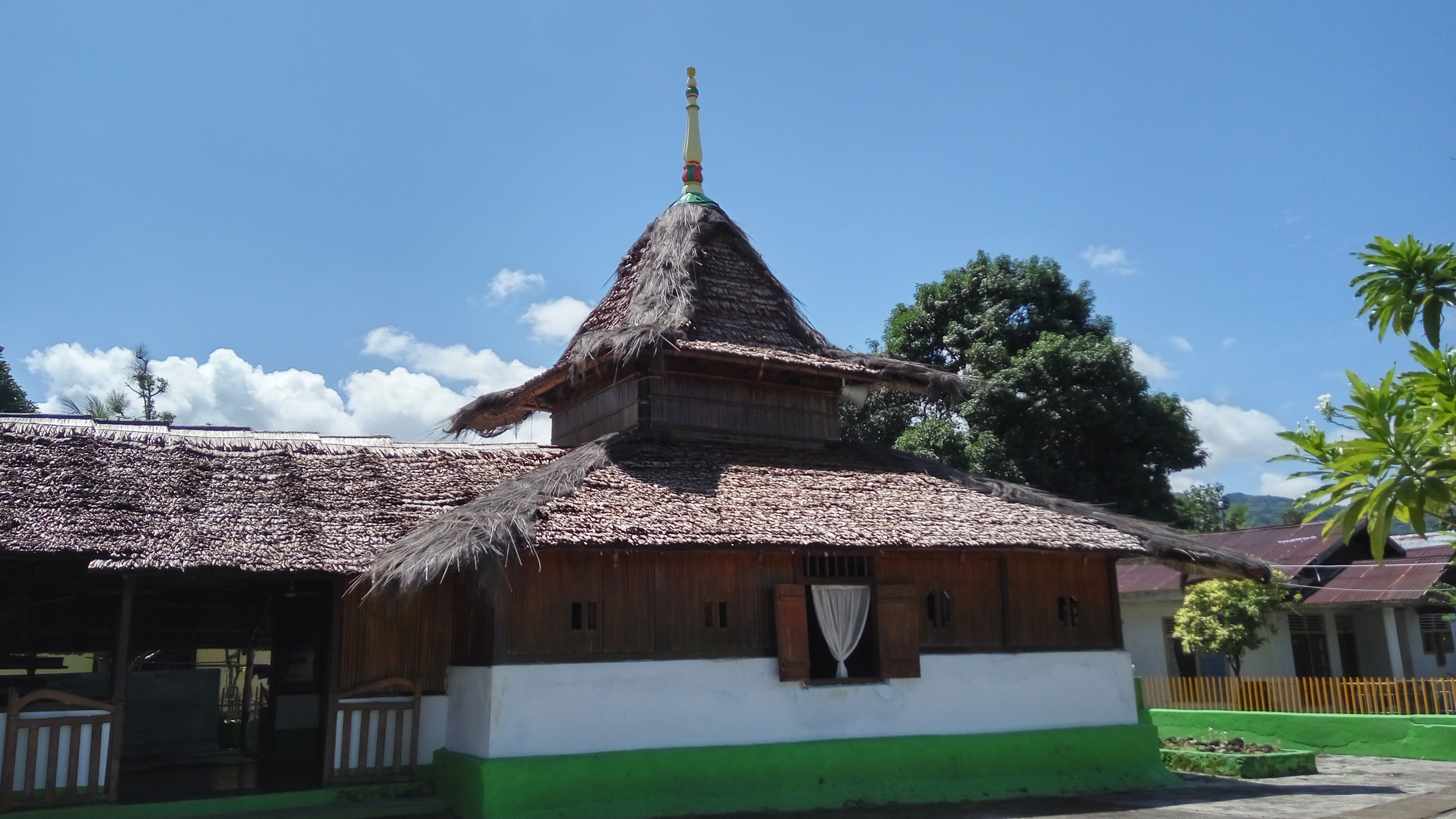
مسجد واباوي القديم هو أقدم مسجد باقٍ في إندونيسيا، وثاني أقدم مسجد في جنوب شرق آسيا، تم بناؤه عام 1414.

### انتشار الإسلام
بدأ الإسلام في إجراء اتصالات مع جنوب شرق آسيا في القرن الثامن الميلادي، عندما أسس شبكات تجارية الأمويون. إلا أن انتشار الإسلام لم يبدأ حتى القرن الحادي عشر، وكان ملك كيداه فرا أونغ ماهاوانغسا أول حاكم يتخلى عن الديانة الهندوسية، واعتنق الإسلام مع سلطنة قدح التي تأسست عام 1136. واعتنقت سلطنة ساموديرا باساي الإسلام عام 1267، ثم أسلم ملك ملقا باراميسوارا. وأصبح الابن أول سلطان لملقا. وسرعان ما أصبحت ملقا مركز الدراسات الإسلامية والتجارة البحرية، وتبعها ممالك آخرى. كتب الزعيم الديني والباحث الإسلامي الإندونيسي هامكا (1908-1981) في عام 1961: «تطور الإسلام في إندونيسيا والملايا يرتبط ارتباطا وثيقا بإسلم، الأدميرال تشنغ خه».
وأهم الأسباب التي ساهمت في أسلمة المنطقة توسع التجارة بين غرب آسيا والهند وجنوب شرق آسيا حيث جلب التجار المسلمون من جنوب اليمن الإسلام إلى المنطقة. واستقر الكثير منهم في إندونيسيا وسنغافورة وماليزيا. والسبب الأخر هو اعتنقت الطبقات الحاكمة الإسلام مما ساعد على انتشار الدين في جميع أنحاء المنطقة. فحاكم أهم ميناء بالمنطقة، سلطان ملقا، اعتنق الإسلام في القرن الخامس عشر، إيذانا بفترة تحول متسارع للإسلام في جميع أنحاء المنطقة والتجارية. لعب المسلمون الكجراتيون دورًا محوريًا في أنتشار الإسلام في جنوب شرق آسيا.

### الاستعمار الأجنبي

#### الاستعمار الصيني
من 111 قبل الميلاد إلى 938 بعد الميلاد، كان شمال فيتنام تحت الحكم الصيني. وحكمت فيتنام من قبل سلاسة هان، وو الشرقية، تساو وي، جين، ليو سونغ، ليانغ، سوي، تانغ، وهان الجنوبية.

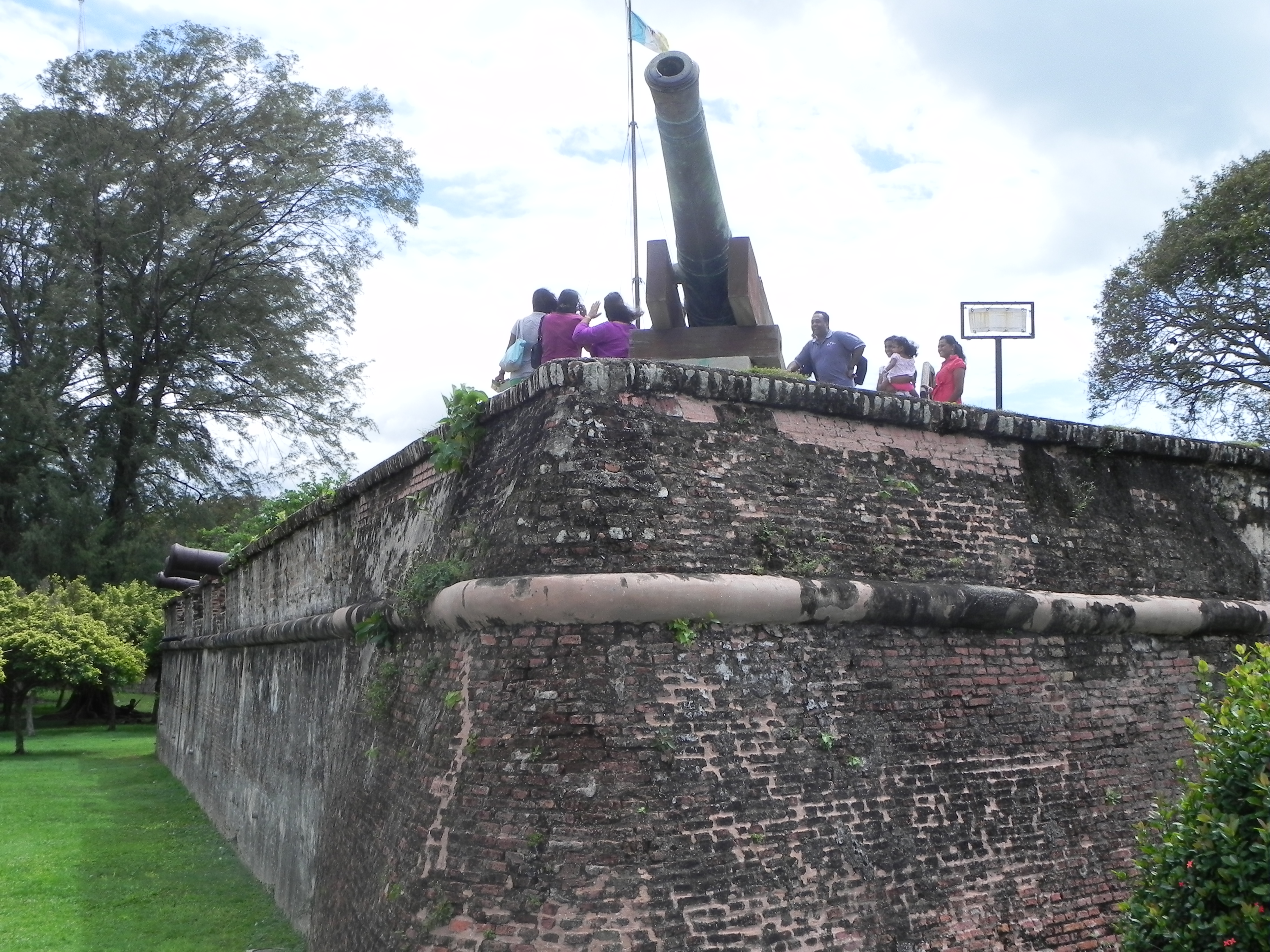
قلعة كورنواليس في جورج تاون أول مركز لشركة الهند الشرقية البريطانية.

#### الاستعمار الأوروبي
بدأ النفوذ الغربي في الدخول في القرن السادس عشر، مع وصول البرتغاليين إلى ملقا وجزر الملوك والفلبين. وخلال القرنين السابع عشر والثامن عشر، أسس الهولنديون جزر الهند الشرقية الهولندية. ثم أنشأت فرنسا الهند الصينية الفرنسية. بحلول القرن التاسع عشر، كانت جميع دول جنوب شرق آسيا مستعمرة باستثناء تايلاند. قبل القرنين الثامن عشر والتاسع عشر، كان الأوروبيون مهتمين بتوسيع الروابط التجارية. ولكن كان هناك تفاعل ضئيل نسبيًا مع الأوروبيين واستمرت العلاقات والعلاقات الاجتماعية التقليدية.
وجلب الأوروبيون المسيحية مما سمح للمبشرين المسيحيين بالانتشار.

#### الاستعمار الياباني
خلال الحرب العالمية الثانية، غزت اليابان معظم المستعمرات الغربية السابقة.ا وارتكبت أعمال العنف ضد المدنيين مثل مذبحة مانيلا وتنفيذ نظام السخرة. وذكر تقرير لاحق للأمم المتحدة أن أربعة ملايين شخص ماتوا في إندونيسيا نتيجة المجاعة والعمل القسري أثناء الاحتلال الياباني.

#### الاستعمار الأمريكي
استولت الولايات المتحدة على الفلبين من بعد إسبانيا في عام 1898. ومنحت الاستقلال الداخلي في عام 1934، والاستقلال في عام 1946.

### التاريخ المعاصر
تتمتع معظم دول المنطقة بالاستقلال. وتتجذرت الديمقراطية والاعتراف بحقوق الإنسان. توفر رابطة دول جنوب شرق آسيا إطارًا لتكامل التجارة والاستجابات الإقليمية للمخاوف الدولية.

خريطة تضاريس جنوب شرق اسيا

## الجغرافيا
إندونيسيا هي أكبر دولة في جنوب شرق آسيا وهي أيضًا أكبر أرخبيل في العالم من حيث الحجم (وفقًا لكتاب حقائق العالم لوكالة المخابرات المركزية). ومن الناحية الجيولوجية، يعد الأرخبيل الإندونيسي أحد أكثر المناطق نشاطًا بركانيًا في العالم. وأنشأ النشاط الجيوليجية بعض الجبال، وبلغت ذروتها في بونشاك جايا في إندونيسيا على ارتفاع 5030 مترًا (16503 قدمًا)، في جزيرة غينيا الجديدة.

خريطة جنوب شرق آسيا لتصنيف كوبن للمناخ.

### المناخ
المناخ في جنوب شرق آسيا استوائي حار ورطب على مدار السنة مع هطول أمطار غزيرة. وأما شمال فيتنام والأجزاء الجبلية من لاوس وميانمار فهي المناطق الوحيدة في جنوب شرق آسيا التي تتميز بمناخ شبه استوائي، حيث الشتاء بارد مع تساقط الثلوج. وتتميز غالبية جنوب شرق آسيا بموسم رطب وجاف ناتج عن تغير موسمي في الرياح أوالرياح الموسمية. والغابات المطيرة هي ثاني أكبر غابة على وجه الأرض.
تعد منطقة جنوب شرق آسيا من أكثر المناطق عرضة لتغير المناخ في العالم. وسيكون لتغير المناخ تأثير كبير على الزراعة في جنوب شرق آسيا مثل أنظمة الري سوف تتأثر بالتغيرات في هطول الأمطار والجريان السطحي، وبالتالي جودة المياه وإمداداتها. ومن المحتمل أيضًا أن يشكل تغير المناخ تهديدًا خطيرًا لصناعة مصايد الأسماك في جنوب شرق آسيا.

## الدول والاقاليم

### الدول ذات سيادة
| البلد         | المساحة (كم2) | تعداد السكان (2020) | الكثافة السكانية | العاصمة         |
| ------------- | ------------- | ------------------- | ---------------- | --------------- |
| بروناي        | 5,765         | 437,479             | 74               | بندر سري بكاوان |
| كمبوديا       | 181,035       | 16,718,965          | 90               | بنوم بنه        |
| تيمور الشرقية | 14,874        | 1,267,974           | 85               | ديلي            |
| إندونيسيا     | 1,904,569     | 267,670,543         | 141              | جاكرتا          |
| لاوس          | 236,800       | 7,061,507           | 30               | فينتيان         |
| ماليزيا       | 329,847       | 31,528,033          | 96               | كوالالمبور      |
| ميانمار       | 676,578       | 53,708,320          | 79               | نايبيداو        |
| الفلبين       | 300,000       | 106,651,394         | 356              | مانيلا          |
| سنغافورة      | 719.2         | 5,757,499           | 8,005            | سنغافورة        |
| تايلاند       | 513,120       | 69,428,453          | 135              | بانكوك          |
| فيتنام        | 331,210       | 95,545,962          | 288              | هانوي           |

### الأقاليم
| الإقليم              | المساحة (كم2) | تعداد السكان | الكثافة | العاصمة        |
| -------------------- | ------------- | ------------ | ------- | -------------- |
| جزر أندامان ونيكوبار | 8,251         | 380,600      | 46      | بورت بلير      |
| جزيرة كريسماس        | 135           | 1,402        | 10.4    | فلاينغ فيش كوف |
| جزر كوكوس            | 14            | 596          | 42.6    | ويست آيلند     |

## الاقتصاد

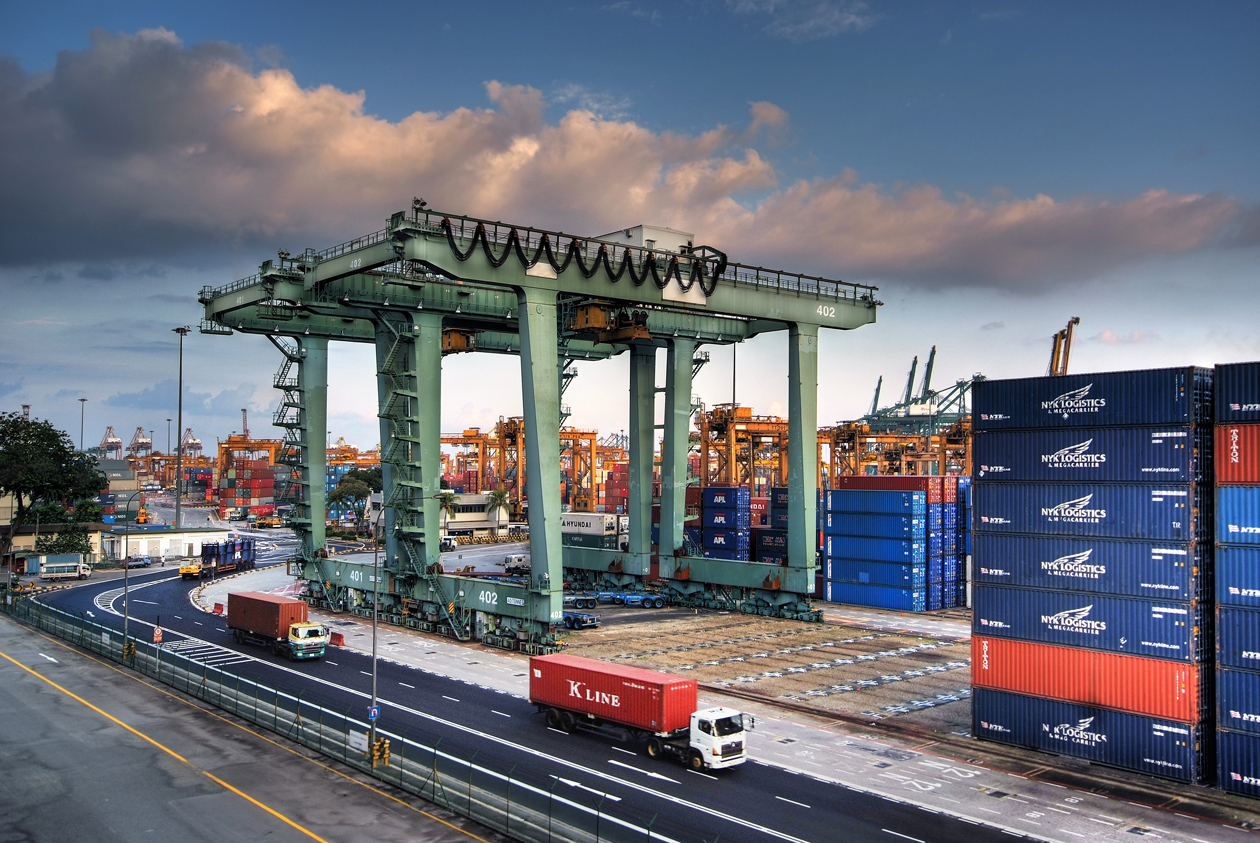
ميناء سنغافورة هو أكثر الميناء ازدحاما

كانت جنوب شرق آسيا جزءًا مهمًا من النظام التجاري العالمي. وكانت لها هناك أهمية لتجارة التوابل مثل الفلفل والزنجبيل والقرنفل وجوزة الطيب. بدأت تجارة التوابل من قبل التجار الهنود والعرب، ثم جلبتالأوروبيين إلى المنطقة. فكان الأوائل الأسبان والبرتغاليين ثم الهولنديين، وأخيرًا البريطانيون والفرنسيون، انخرطوا في هذا التجارة مع بلدان المنطقة. وتطورت المصالح التجارية الأوروبية تدريجياً إلى ضم الأراضي، حيث ضغط التجار من أجل توسيع السيطرة لحماية وتوسيع أنشطتهم. نتيجة لذلك، انتقل الهولنديون إلى إندونيسيا، وانتقل البريطانيون إلى ماليزيا وأجزاء من بورنيو، وانتقل الفرنسيون إلى الهند الصينية، ودخلت إسبانيا والولايات المتحدة الفلبين.
ولعب الصينيون المغتربون دورا كبيرا في تنمية الاقتصادات في المنطقة. ويمكن إرجاع أصول النفوذ الصيني إلى القرن السادس عشر، عندما استقر المهاجرون الصينيون من جنوب الصين في إندونيسيا وتايلاند ودول أخرى في جنوب شرق آسيا. وشهد السكان الصينيون في المنطقة زيادة سريعة في أعقاب الثورة الشيوعية عام 1949، والتي أجبرت العديد من اللاجئين على الهجرة خارج الصين.

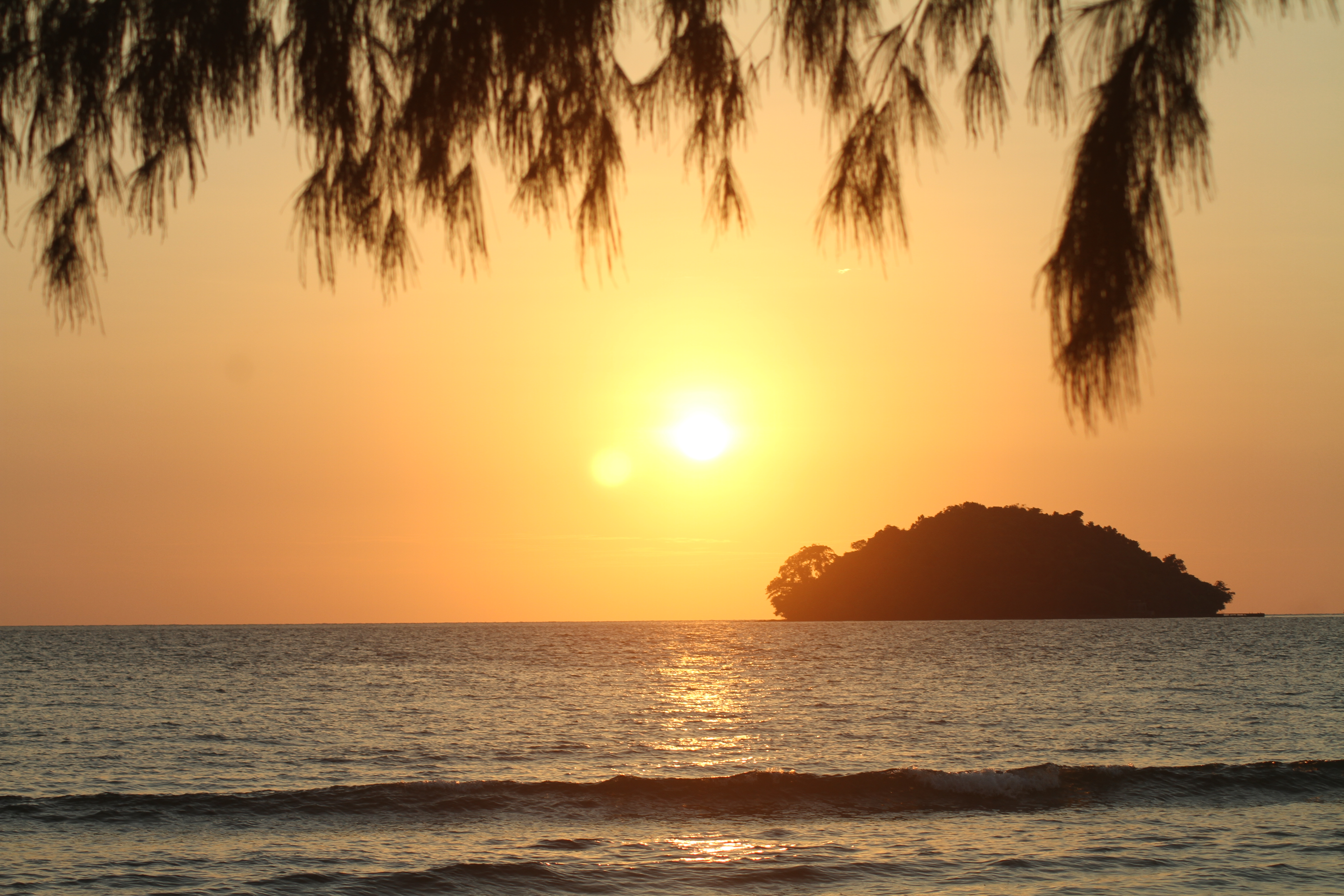
إلى جانب معابدها، تعمل كمبوديا على الترويج لمنتجعاتها الساحلية. جزيرة قبالة شاطئ أوتريس سيهانوكفيل، كمبوديا.

وكانت السياحة عاملاً رئيسياً في التنمية الاقتصادية للعديد من دول جنوب شرق آسيا، وخاصة كمبوديا. ووفقًا لليونسكو، "يمكن للسياحة، إذا تم تطويرها بشكل صحيح، أن تكون أداة تنمية هائلة ووسيلة فعالة للحفاظ على التنوع الثقافي لكوكبنا. أكثر من 7٪. منذ عام 2000، تجاوزت كمبوديا جميع دول الآسيان الأخرى وحققت ما يقرب من 15٪ من ناتجها المحلي الإجمالي من السياحة في عام 2006. وتعتبر فيتنام قوة صاعدة في جنوب شرق آسيا نظرًا لفرص الاستثمار الأجنبي الكبيرة فيها وقطاع السياحة المزدهر، على الرغم من أنه لم يتم رفع الحظر التجاري عليها إلا عام 1995.
وإندونيسيا هي العضو الوحيد في مجموعة العشرين وهي أكبر اقتصاد في المنطقة. ويقدر الناتج المحلي الإجمالي لإندونيسيا لعام 2016 بـ 932.4 مليار دولار أمريكي (اسمي) أو 3.031.3 مليار دولار أمريكي (تعادل القوة الشرائية) مع نصيب الفرد من الناتج المحلي الإجمالي 3,604 دولار أمريكي (اسمي) أو 11,717 دولار أمريكي (تعادل القوة الشرائية).
ونصيب الفرد من الناتج المحلي الإجمالي لجنوب شرق آسيا هو 3853 دولارًا أمريكيًا وفقًا لتقرير الأمم المتحدة لعام 2015.
| البلد         | العملة          | الناتج المحلي الإجمالي مليار دولار (2018) | الناتج المحلي الإجمالي للفرد دولار (2018) | النمو الاقتصادي (2019) | الصناعات الرئيسية                 |
| ------------- | --------------- | ----------------------------------------- | ----------------------------------------- | ---------------------- | --------------------------------- |
| بروناي        | دولار بروني     | 14.695                                    | 32,414                                    | 3.9%                   | البترول والبتروكيماويات والصيد    |
| كمبوديا       | ريال كمبودي     | 24.141                                    | 1,509                                     | 7%                     | الملابس والذهب والزراعة           |
| تيمور الشرقية | دولار أمريكي    | 3.155                                     | 2,435                                     | 3.1%                   | البترول والبن والالكترونيات       |
| إندونيسيا     | روبية إندونيسية | 1,022.454                                 | 3,871                                     | 5%                     | الفحم والنفط وزيت النخيل          |
| لاوس          | كيب لاوي        | 18.230                                    | 2,720                                     | 4.7%                   | النحاس والالكترونيات والقصدير     |
| ماليزيا       | رينغيت ماليزي   | 354.348                                   | 2,720                                     | 4.3%                   | الالكترونيات والبترول وزيت النخيل |
| ميانمار       | كيات ميانماري   | 71.543                                    | 10,942                                    | 6.5%                   | الغاز الطبيعي والزراعة والملابس   |
| الفلبين       | بيزو فلبيني     | 330.846                                   | 1,298                                     | 5.9%                   | الإلكترونيات والأخشاب والسيارات   |
| سنغافورة      | دولار سنغافوري  | 361.109                                   | 3,104                                     | 0.7%                   | الالكترونيات والبترول والكيماويات |
| تايلاند       | بات تايلاندي    | 487.239                                   | 7,187                                     | 2.4%                   | الالكترونيات والسيارات والمطاط    |
| فيتنام        | دونغ فيتنامي    | 241.272                                   | 2,551                                     | 7%                     | الالكترونيات والملابس والزراعة    |

## الديموغرافيا

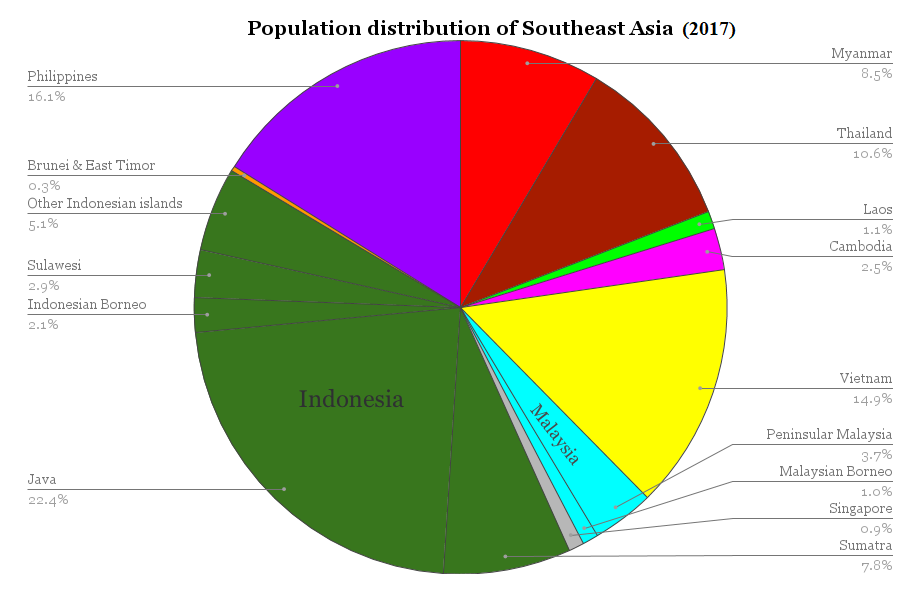
التوزيع السكاني لدول جنوب شرق اسيا

تبلغ مساحة جنوب شرق آسيا حوالي 45,00,000 كيلومتر مربع (1,700,000 ميل مربع). اعتبارًا من عام 2018، كان يعيش حوالي 655 مليون شخص في المنطقة يعيش أكثر من خمسهم (143 مليونًا) في جزيرة جاوة الإندونيسية، وهي الجزيرة الكبيرة الأكثر كثافة سكانية في العالم. وإندونيسيا هي الدولة الأكثر اكتظاظًا بالسكان حيث يبلغ عدد سكانها 268 مليون نسمة، وهي أيضًا رابع أكبر دولة من حيث عدد السكان في العالم. ويتنوع توزيع الأديان والناس في جنوب شرق آسيا ويختلف حسب الدولة. ويعيش حوالي 30 مليون صيني في جنوب شرق آسيا، ويكثرون في جزيرة كريسماس وإندونيسيا وماليزيا والفلبين وسنغافورة وتايلاند.

### الدين

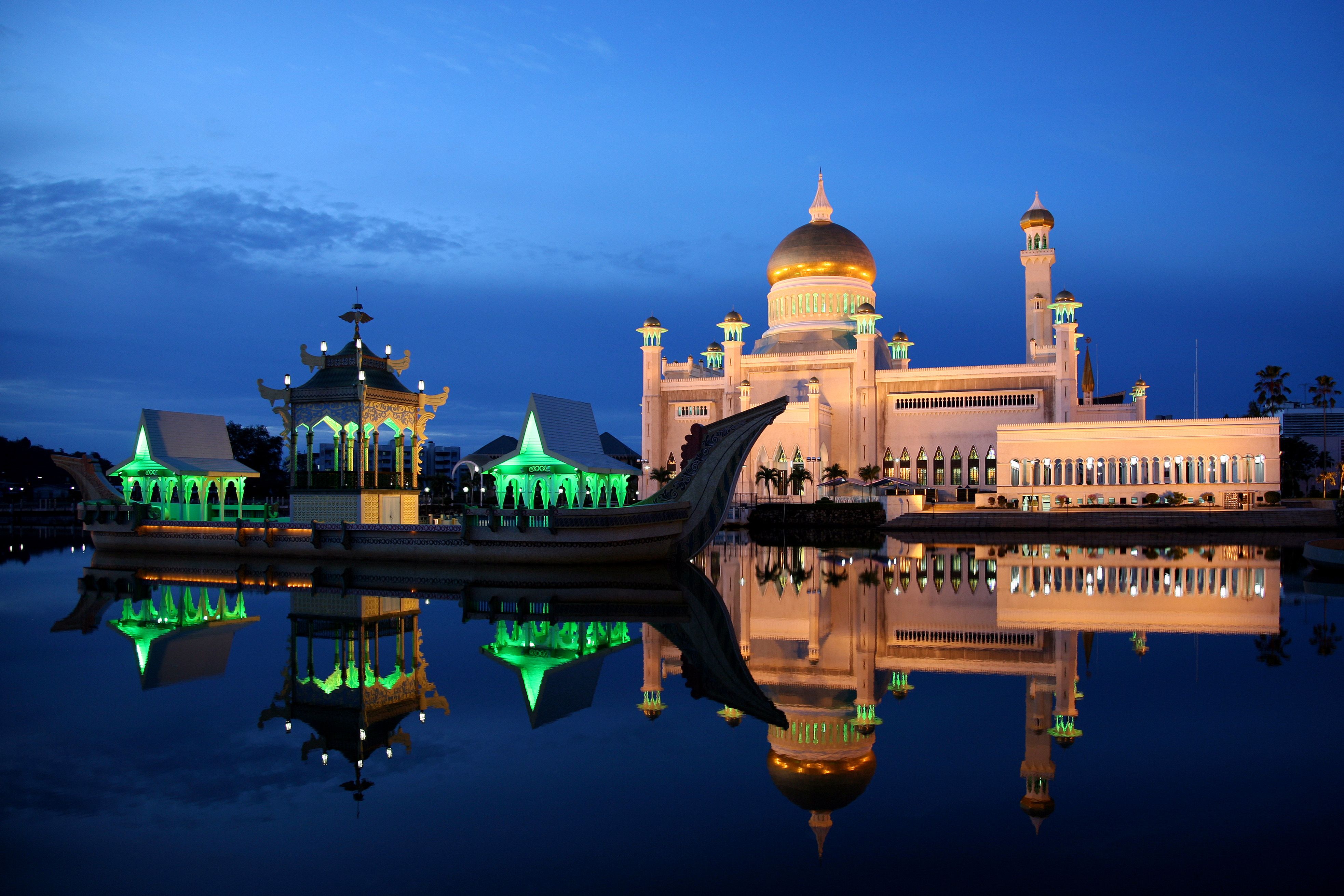
مسجد السُلطان عُمر علي سيفُ الدين في بروناي.

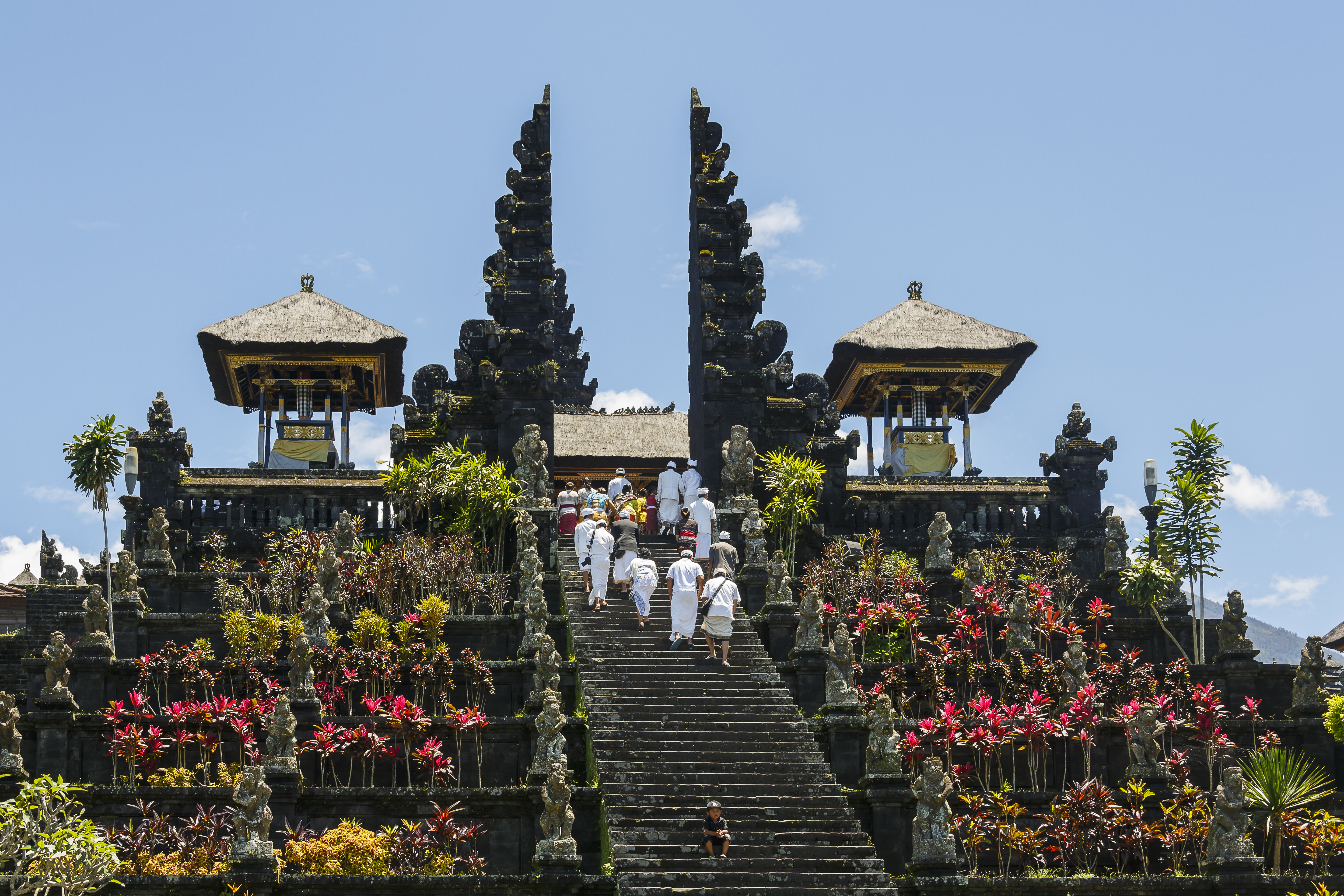
معبد بيساكيه، بالي، إندونسيا

تمارس دول جنوب شرق آسيا العديد من الأديان المختلفة. فمن حيث عدد السكان، فالإسلام هو الدين الأكثر أنتشاراً، حيث يبلغ عدد المسلمين حوالي 240 مليون، أو حوالي 40٪ من مجموع السكان، ويتركز في اندونيسيا، بروناي، ماليزيا، جنوب تايلاند وفي جنوب الفلبين. وإندونيسيا هي الدولة الأكثر اكتظاظًا بالسكان المسلمين حول العالم.
ويوجد ما يقرب من 205 مليون بوذي في جنوب شرق آسيا مما يجعلها ثاني أكبر ديانة في المنطقة بعد الإسلام. ما يقرب من 38 ٪ من السكان البوذيين في العالم يقيمون في جنوب شرق آسيا. والبوذية هي السائدة في فيتنام وتايلاند ولاوس وكمبوديا وبورما وسنغافورة.
المسيحية هي السائدة في الفلبين وشرق إندونيسيا وشرق ماليزيا وتيمور الشرقية. والفلبين لديها أكبر عدد من الكاثوليك في آسيا. وتيمور الشرقية ذات الأغلبية الكاثوليكية بسبب الاستعمار البرتغالي.
ولا توجد دولة في جنوب شرق آسيا متجانسة دينياً. فبعض الجماعات محمية بحكم الأمر الواقع من خلال عزلتها عن بقية العالم. ففي إندونيسيا، أكبر دولة إسلامية من حيث عدد السكان، تهيمن الهندوسية على عدة جزر مثل بالي. ويمكن أيضًا العثور على جيوب من السكان الهندوس في جنوب شرق آسيا في سنغافورة وماليزيا.

### المدن الكبرى
| البلد     | المدينة    | الصورة | عدد السكان المقدر |
| --------- | ---------- | ------ | ----------------- |
| إندونيسيا | جاكارتا    |        | 10,135,030        |
| فيتنام    | هو تشي منه |        | 8,993,082         |
| تايلاند   | بانكوك     |        | 8,750,600         |
| فيتنام    | هانوي      |        | 8,053,663         |
| سنغافورة  | سنغافورة   |        | 5,399,000         |
| ميانمار   | يانجون     |        | 5,451,439         |
| إندونيسيا | سورابايا   |        | 3,457,409         |
| الفلبين   | كويزون     |        | 2,936,116         |
| إندونيسيا | باندونغ    |        | 2,575,478         |
| إندونيسيا | بيكاسي     |        | 2,510,951         |